# Nidri
Nidri (řecky Νυδρί, často psáno i jako Nydri) je malá vesnice na řeckém ostrově Lefkada, který se nachází v Jónském moři. Spolu s vesnicí Rachi tvoří jednu městskou oblast (Δημοτική Κοινότητα Νυδρίου, Dimotikí Kinótita Nydríou) v rámci oblasti Ellomenos, která spadá pod obec Lefkada. K roku 2011 žilo v této oblasti 1 218 obyvatel.

## Poloha
Nydri se rozkládá zhruba uprostřed ostrova Lefkada na východním pobřeží. Na jeho přední straně se nacházejí Tilevoides (Tafské ostrovy), zatímco na jihu leží poloostrov pojmenovaný podle města Geni. Dopravní spojení je k dispozici na jih ostrova směrem k Vasiliki a na sever do Lefkady prostřednictvím řecké státní silnice 42.

## Historie

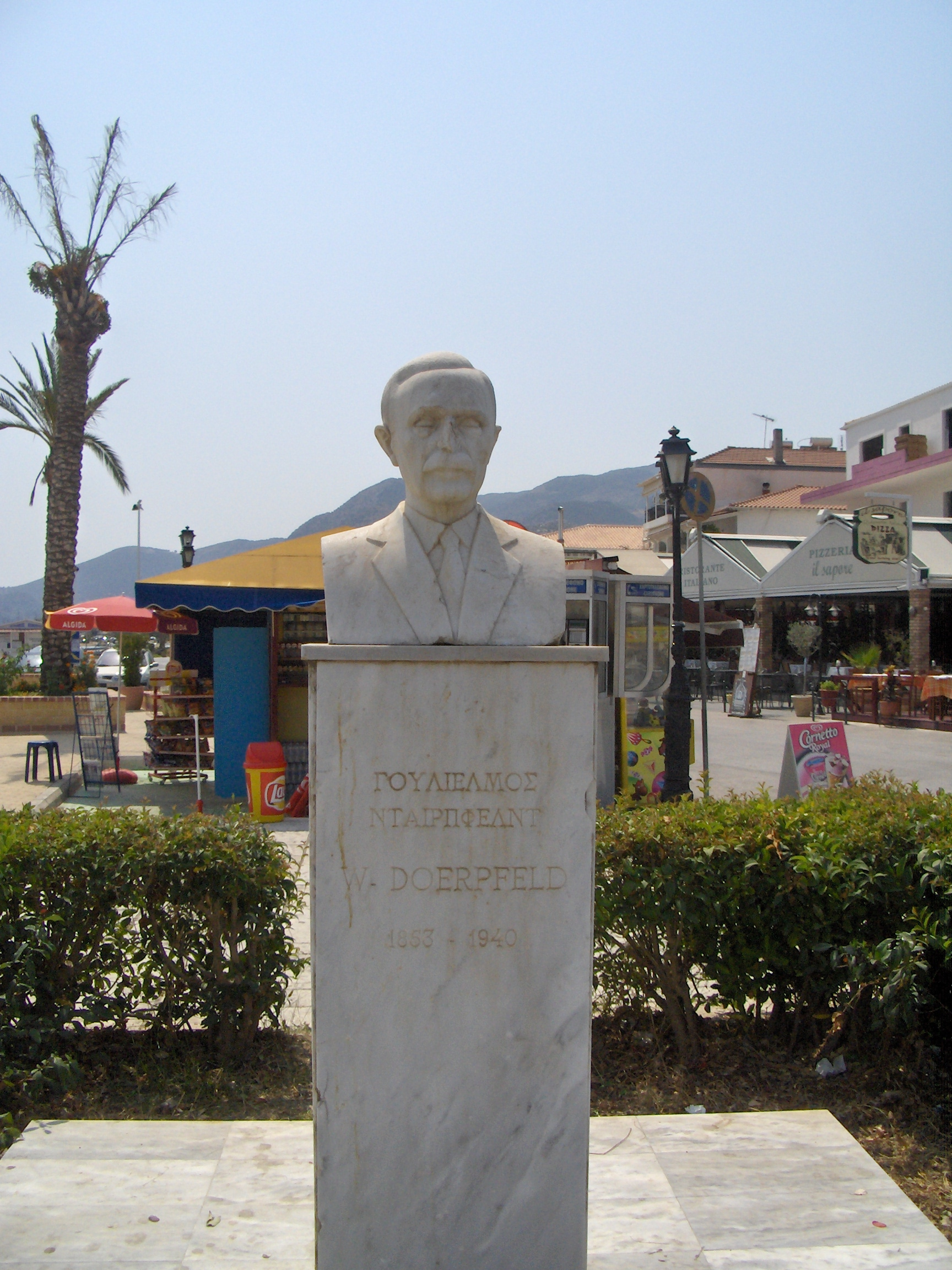
pomník Wilhelma Dörpfelda

Díky přirozenému dvojitému přístavu na východě, ochrannému pohoří v podobě prstence a četným krasovým pramenům se planina Nidri stala oblíbenou osadou na ostrově Lefkada již od doby starší bronzové. Výzkum provedený německým archeologem Wilhelmem Dörpfeldem na počátku 20. století odhalil pozůstatky osídlení z této starší doby bronzové. 
V roce 1963 si lodní magnát Aristoteles Onassis zakoupil ostrov Skorpios, který se nachází asi dva kilometry od Madouri, a proměnil ho v oblíbené místo setkávání jachet. Od té doby se v Nidri objevili mnozí mezinárodní hosté. V přístavu stojí socha Onassise a v samotné obci je vztyčen pomník Wilhelma Dörpfelda, který zde zemřel v roce 1940.

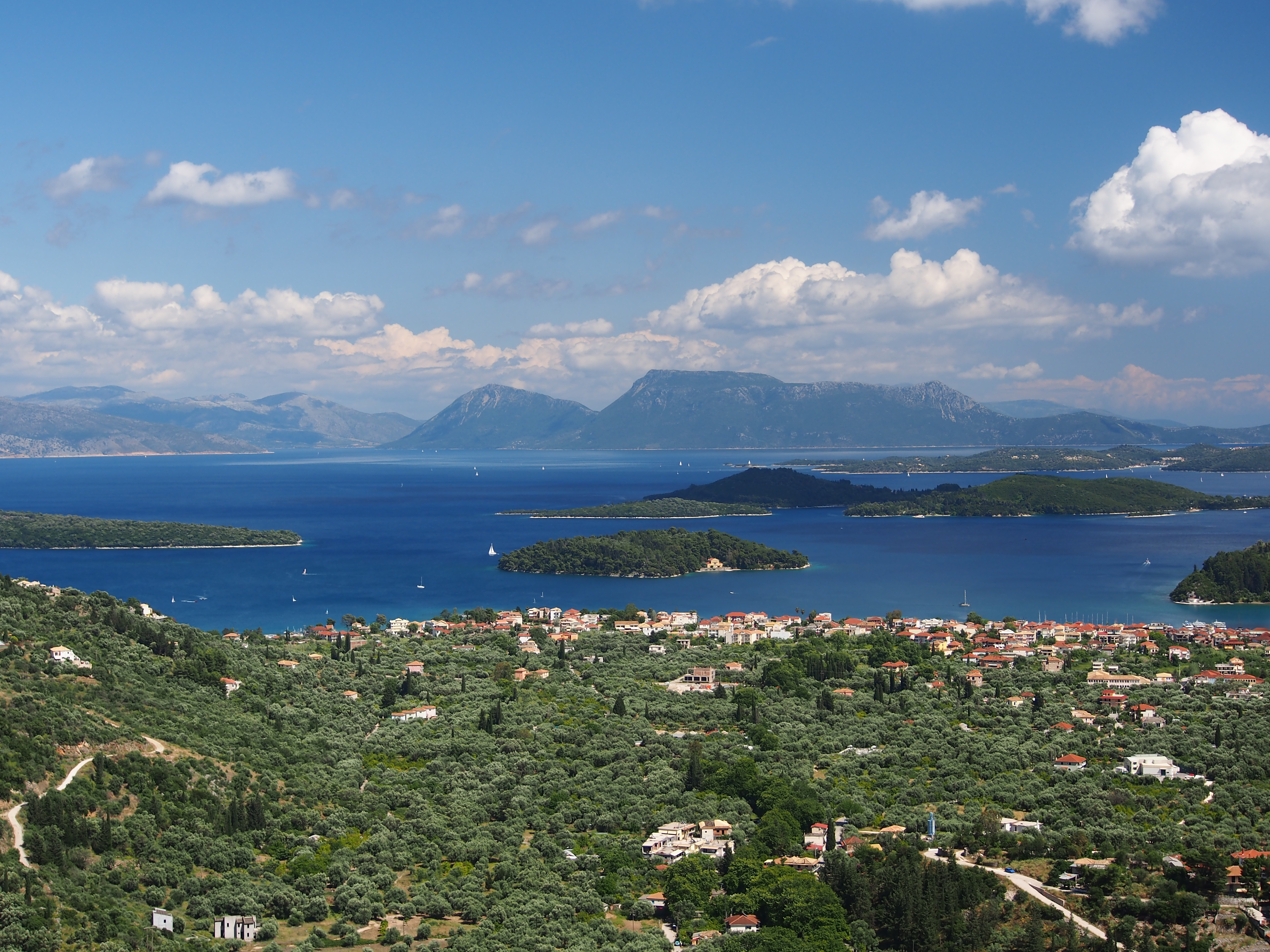
Panorama Nidri

Nidri se proměnil v živé letní rekreační středisko. 